# 圣斯德望堂 (美因茨)

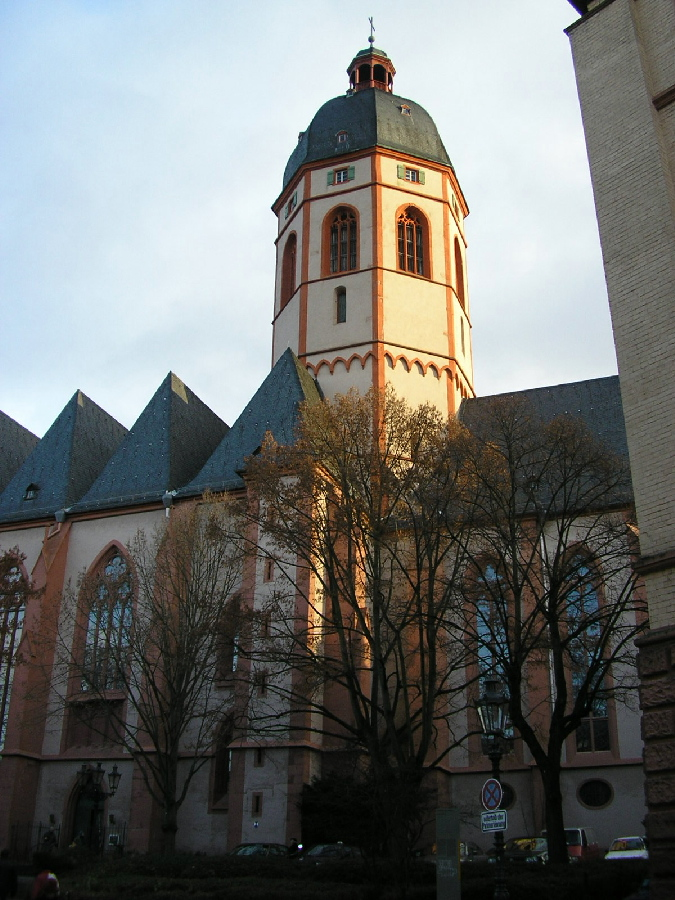

圣斯德望堂（德语：St. Stephan zu Mainz）是德国美因茨的一座哥特式建筑。

## 历史
该堂创建于990年，位于该市最高的山顶上，作为神圣罗马帝国的祈祷地点。可能与奥托二世的遗孀狄奥凡诺有关。

## 建筑
该堂是上莱茵地区最古老的哥特式教堂，也是美因茨除主教座堂之外最重要的教堂。目前的教堂建于中世纪晚期，教堂的主体的建设始于1267左右，1340年完成。

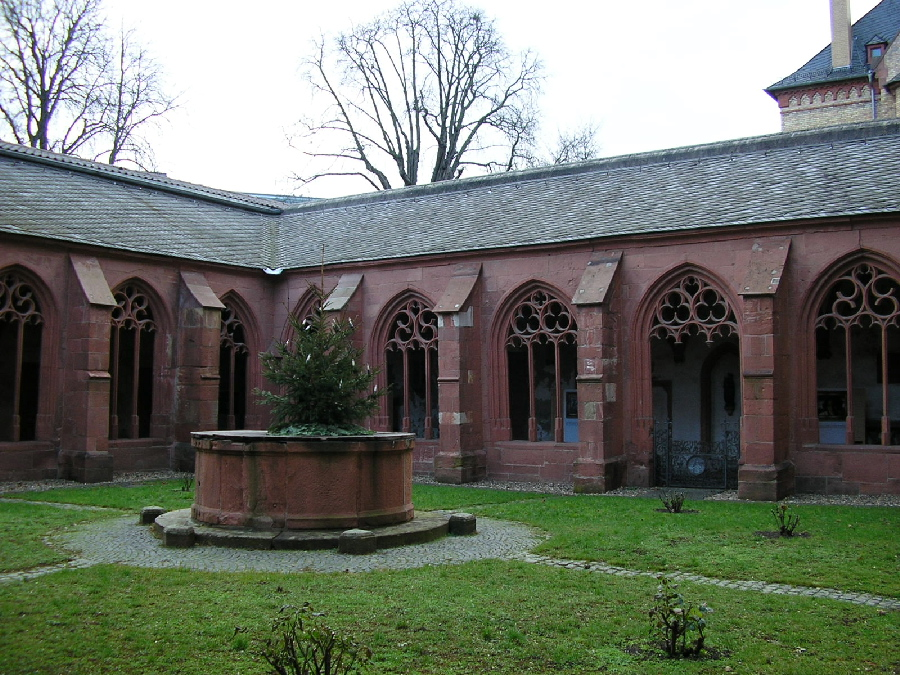

该堂二战中遭轰炸而严重受损。1968年至1971年间重建。